# Dicewg
Dicewg (bułg. Диценг - Diceng) – chan bułgarski w latach 814–815.
Imię Dicewga pojawia się obok imion Dukuma i Czoka w Menologionie cesarza Bazylego II i słowiańskim Prologu, datowanych na okres od końca IX  do końca XIV wieku.
Dicewg objął władzę po Dukumie, w toku walk o władzę toczonych w Bułgarii między bojarami, po śmierci chana Kruma, w obliczu słabej, początkowo, pozycji jego syna i następcy, Omurtaga. Wśród historyków nie ma zgody co do okresu i charakteru sprawowanej przez niego władzy. G. Ostrogorski przyjmuje za Beszewlijewem, że jego panowanie było efemeryczne, i że jeszcze w 814 roku Omurtag odzyskał władzę. D. Lang uważa, że Omurtag zdobył pełnię władzy w państwie najdalej pod koniec 815 roku. Według T. Wasilewskiego nastąpiło to dopiero w 819 roku. Ponieważ niewiele wiadomo o przebiegu walk między możnowładcami, niewiele można też powiedzieć o czasie i okolicznościach zdobycia władzy przez Dicewga oraz jego upadku. Jego panowanie nie odznaczyło się niczym szczególnym w dziejach Bułgarii. Wasilewski zaznacza, że toczył, tak jak jego poprzednik, walki z Bizancjum.
Oprócz historyków uznających w Dicewgu samodzielnego władcę, nie brak autorów marginalizujących jego znaczenie i uznających w nim co najwyżej jednego z regentów w okresie niepełnoletności Omurtaga. Wedle innego poglądu Dukum, podobnie jak Dicewg, był komesem zarządzającym jedną z prowincji, a przetrwanie jego imienia w tradycji przypisać należy temu, że występował wobec prześladowanych chrześcijan jako przedstawiciel władzy państwowej.